# Frankenstein Drag Queens from Planet 13
The Frankenstein Drag Queens from Planet 13 est un groupe d'horror punk américain, originaire de Landis, en Caroline du Nord. Il s'agit de l'un des projets les plus connus du glamster Wednesday 13 (Murderdolls, projet solo Wednesday 13, etc.). Devenu cultissime grâce au succès grandissant de son créateur, le groupe connait pourtant des débuts très difficiles, suivant ainsi une destinée à la Ed Wood, qui a par ailleurs toujours été leur principale source d'inspiration.

## Biographie

### Origines
Fondés en mars 1996 par Wednesday 13, The Frankenstein Drag Queens from Planet 13 renaît des cendres de Maniac Spider Trash, son ancien groupe, dont il récupère le batteur Sicko Zero. Maîtrisant lui-même le chant et la guitare, il invite le bassiste Seaweed (ex-Body Lice) à les rejoindre, et FDQ prend forme. 
Le groupe est exclusivement dirigé par Wednesday, qui écrit l'intégralité des morceaux : il trouve son inspiration au cœur du glam-rock (Alice Cooper, Twisted Sister, Mötley Crüe, Kiss...) et des films d'horreur et de science-fiction dont il se gave depuis l'enfance (Ed Wood, George Romero, les films de la Hammer, etc.). Le groupe s'invente ainsi un univers à la fois fun et blood, guts and gore, d'après les mots de son leader (« du sang, de la chique et du mollard ») : humour noir, maquillages outranciers, robes et perruques, tout est volontairement fait dans l'excès. Quand on lui demande pourquoi ils ont choisi un nom de groupe pareil, Wednesday 13 répond qu'ils essayent de rendre les choses les plus compliquées possibles et que le fait d'avoir un nom long fait partie de ce principe « et pour agacer ceux qui doivent l'écrire, et prendre toute la place sur les panneaux d'affichage des endroits où on joue[réf. nécessaire]. »

### Une histoire chaotique
Les formations se succèdent, Wednesday étant le seul membre fixe du groupe : Seaweed est renvoyé à la fin de 1996 (et est momentanément remplacé par un dénommé Rat Bastard), mais c'est finalement lui qui participera à l'enregistrement de The Late, Late, Late Show, et sera un des membres les plus « stables » des Frankenstein Drag Queens.
Après la sortie de ce premier album, le batteur Sicko Zero quitte le groupe en décembre 1996, et une nouvelle formation voit le jour, avec le batteur Scabs et le guitariste Creepy, ainsi que Seaweed et Wednesday. Ces deux nouveaux membres se font rapidement virer et remplacer par Abby Normal (guitariste, ex-Maniac Spider Trash) et RS Saidso (batteur), avec lequel Wednesday avait joué quelques années plus tôt au sein de Silly Scream. Wednesday avait quitté le groupe au bout d'un mois et n'appréciait absolument pas Saidso, mais, privé de batteur, il l'accepte malgré tout dans le groupe. Sans Sicko le groupe n'est plus le même, mais les choses se passent tout de même bien au départ jusqu'à ce que les vieilles querelles réapparaissent.
Selon Wednesday, Saidso organise des concerts dans « les pires endroits imaginables », et finalement Wednesday et Seaweed disparaissent au beau milieu d'une tournée, « nous sommes partis, sinon nous l'aurions assassiné » déclare le chanteur quelque temps plus tard[réf. nécessaire]. Peu après, Sicko Zero fait son retour au sein du groupe et le « problème RS Saidso » est donc résolu. Le guitariste Sydney intègre le groupe en même temps que Saidso, pour remplacer Abby qui ne peut pas assurer les tournées, mais il quitte lui aussi la formation avant la sortie du deuxième album, même s'il y joue de la guitare. En 1999, le groupe repart donc sous la forme du trio initial : Wednesday/Seaweed/Sicko et deux nouveaux albums sortent, d'abord de façon indépendante puis sur le label People Like You Records, Night of the Living Drag Queens (1998) et Songs from the Recently Deceased (2000). En 2000, ils intègrent le claviériste Ikky, contre l'avis de Sicko qui quitte le groupe une fois de plus. Il est à nouveau remplacé par Scabs.
L'année suivante c'est au tour de Seaweed de faire ses adieux et c'est le bassiste It qui prend sa place. C'est donc entouré d'Ikky, It et Scabs que Wednesday sort le 4e opus des Drag Queens, intitulé Viva las Violence, en 2001. Si la musique reste sensiblement dans le même style, le groupe, quant à lui, change de façon évidente : les perruques et robes sont remplacés par des cheveux longs et noirs, des maquillages sombres et des costumes bien plus sobres (seul l'accoutrement d'Ikky fait plus ou moins penser aux « anciens » FDQ). l'essence même des Frankenstein Drag Queens semble avoir disparu. Wednesday considère malgré tout que cette formation constitue une des meilleures période du groupe, puisqu'il retrouve enfin une certaine stabilité. Malheureusement, même les meilleures choses ont une fin : Wednesday n'a plus l'énergie ni les moyens de continuer à faire survivre le groupe.

### Séparation et retour
C'est donc sans grande surprise que Wednesday délaisse les FDQ au profit des Rejects (ébauche des futurs Murderdolls) fin 2001. Les Drag Queens joue un dernier concert à Atlanta en 2002 et un 5e disque, sorte de best-of intitulé 6 Years, 6 Feet Under the Influence', sort en 2004 : l'intégralité du CD est jouée par Wednesday (à part la batterie, qui revient à Scabs), et la couverture présente d'ailleurs le groupe en tant que Wednesday 13's Frankenstein Drag Queens. Ce dernier expliquera qu'il s'agit d'une manière de marquer la fin de la période Drag Queens, et que cela lui permet de tourner la page, mettant un terme aux six années qu'il a consacrées à ce groupe (d'où le titre du disque).
Cependant, l'impossible est parfois possible, puisque les Frankenstein Drag Queens, depuis devenus cultes, se sont finalement reformés à l'occasion d'un concert surprise, le 20 août 2005. Wednesday y est apparu accompagné de Sicko Zero à la batterie et Abby Normal à la basse (tous deux faisant partie de Graveyard Boulevard). À cela s'ajoute la sortie de Little Box of Horrors, coffret regroupant toute la discographie des Drag Queens ainsi que des titres inédits et un DVD. Mais Wednesday 13 est depuis retourné à son projet solo. L'ancien batteur du groupe, Scabs (David Hughes), décède le 19 mars 2016 à 41 ans.

## Membres

### Derniers membres
- Wednesday 13 - chant (1996-2005)
- Sicko Zero - batterie (1996, 1998-2000, 2005)
- Abby Normal - guitare (1997), basse (2005)

### Anciens membres
- Seaweed - basse (1996, 1997-2001)
- Rat Bastard - batterie (1996)
- Sydney - guitare (1997-1998)
- RS Saidso - batterie (1997)
- Creepy - guitare (1997)
- Scabs - batterie (1997, 2001)
- Ikky - claviers (2000)
- It - basse (2001-2002)

## Discographie

### EP et singles
- The Spook Split
- Killer 7
- 197666 / Hey Mom!!! I Just Killed a Chicken
- Love at First Fright
- Graverobbing USA/Rock-n-roll
- Dawn of the Dead/Anti-You

### Tributes albums
- Thinking of Alice : Levity Ball
- Sweet F.A. : Fox on the Run

### Autres
- Prom Queen Massacre : Scary Song, passages narratifs, par Wednesday 13